# Sherif Sadiku
Sherif Sadiku (* 15. Dezember 1998 in Elbasan) ist ein ehemaliger albanischer Fußballspieler.

## Karriere
Sadiku begann seine Karriere in der zweithöchsten albanischen Spielklasse Kategoria e parë beim KF Elbasani. In der Saison 2017/18 wechselte er zu KS Shkumbini Peqin. Zur Saison 2018/19 kehrte er zum Wiederaufsteiger KF Elbasani zurück und erzielte am 8. Dezember 2018 sein erstes Pflichtspieltor beim 2:0-Sieg gegen Turbina Cërrik.
Im Jahr 2019 wechselte Sadiku erneut zu Shkumbini Peqin. Seine aktive Karriere beendete er 2020.

## Privates
Sherif Sadiku ist der Bruder des albanischen Nationalspielers Armando Sadiku.